# El Calabozo Segunda Fracción
El Calabozo Segunda Fracción är en ort i Mexiko.   Den ligger i kommunen Senguio och delstaten Michoacán de Ocampo, i den södra delen av landet, 130 km väster om huvudstaden Mexico City. El Calabozo Segunda Fracción ligger 2 208 meter över havet och antalet invånare är 551.
Terrängen runt El Calabozo Segunda Fracción är kuperad åt sydost, men åt nordväst är den platt. Runt El Calabozo Segunda Fracción är det ganska tätbefolkat, med 192 invånare per kvadratkilometer. Närmaste större samhälle är Maravatío, 17,1 km nordväst om El Calabozo Segunda Fracción. I omgivningarna runt El Calabozo Segunda Fracción växer huvudsakligen savannskog.